# Kpengla
Kpengla (ou Pengla ou Kpingla) est traditionnellement (si on exclut la reine Hangbè) le septième roi d'Abomey. Il est né vers 1735. Frère de Tegbessou auquel il succède à la mort de celui-ci, il règne de 1774 à 1789.

## Biographie
.

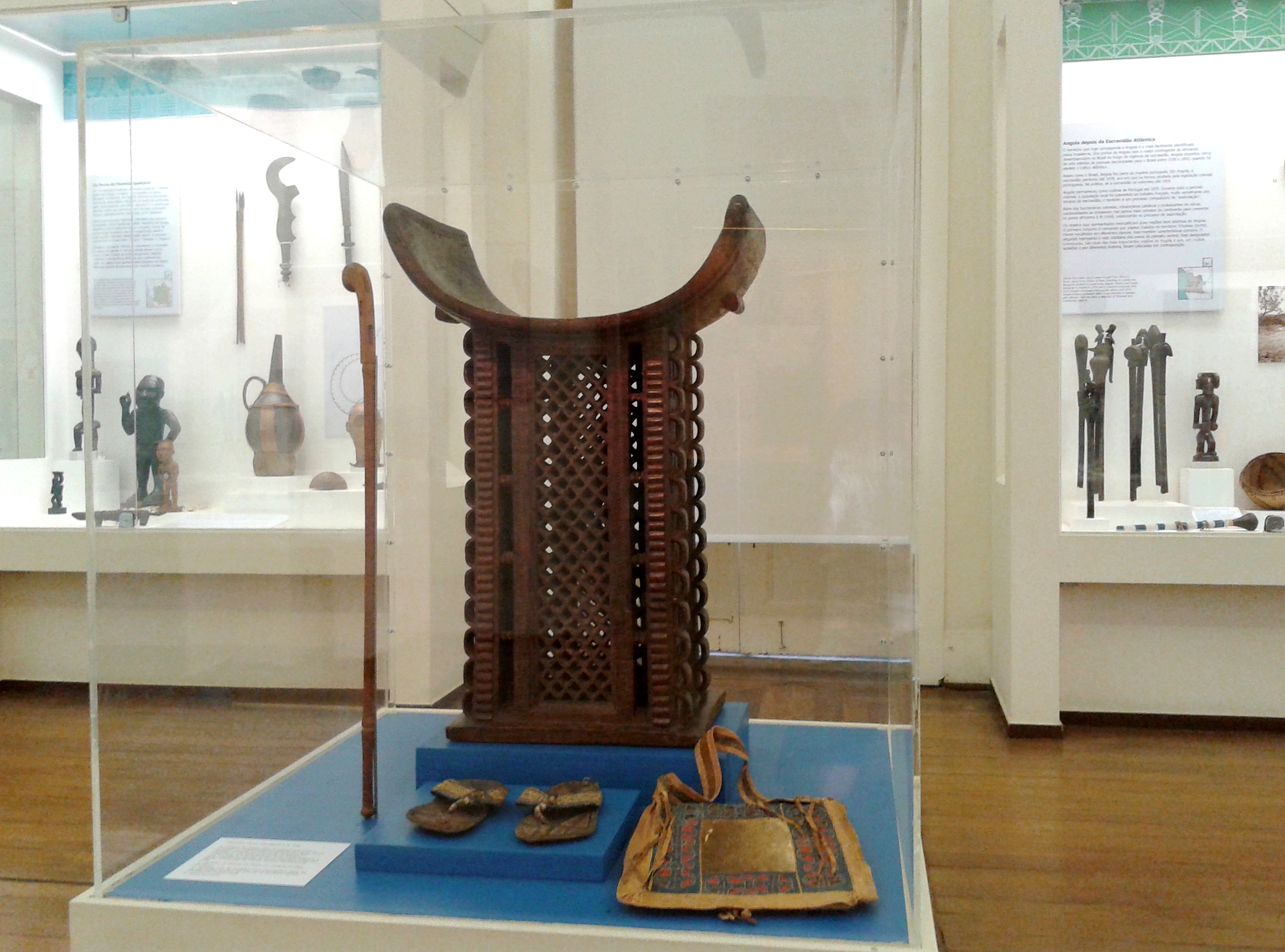
Copie du trône de Kpengla au Musée national du Brésil.

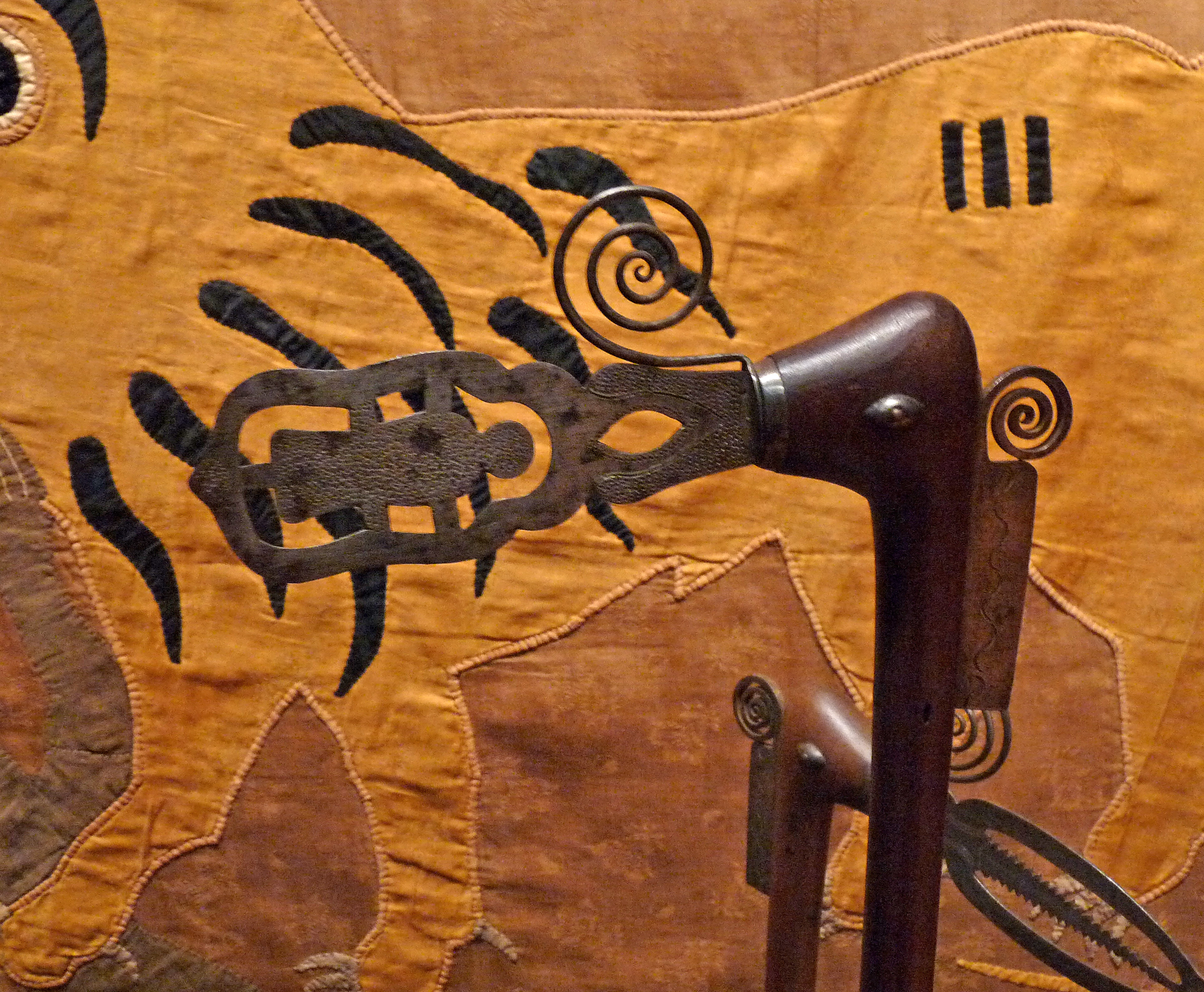
Récade dont la lame porte l'image d'un canon, emblème du roi Kpengla.

Sur le plan militaire, ce règne fut mouvementé. Attaqué par les guerriers de l’alaafin d'Oyo, Kpengla dut s'allier à lui. 

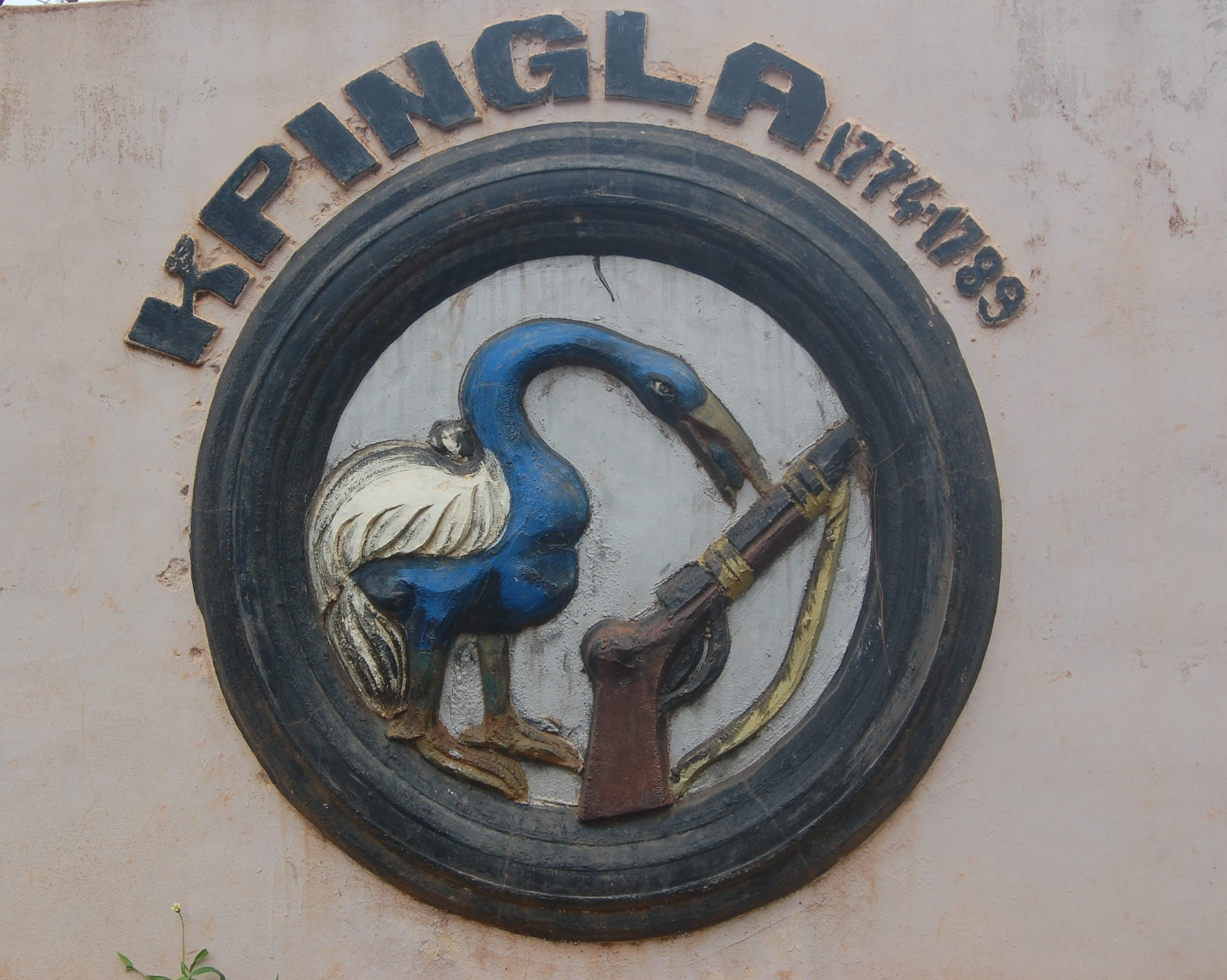
Symbole du roi Pkingla au mur de la place Goho à Abomey au Bénin

En commerce avec les Européens pour la traite d'esclaves, il érige la traite négrière en monopole royal, le souverain devenant seul propriétaire et marchand d'esclaves. Ouidah, placé sous l'autorité du représentant du roi, le yovogan, devient alors un port spécialisé dans la traite. Ce roi a fait l'objet d'une récente publication par un historien béninois, Arthur Vido. Dans son livre paru en août 2019, l'auteur fait observer que le règne de Kpengla est marqué par des guerres menées contre des régions voisines ou non, des activités économiques largement dominées par la production agricole, et une tolérance religieuse avec la présence du christianisme et de l'islam à Abomey. Au Danhomè, chrétiens, musulmans et adeptes des pratiques religieuses traditionnelles vivaient en harmonie. Sous le règne de Kpengla, l'agriculture est au cœur des préoccupations économiques du Danhomè: mil, maïs, sorgho, ignames, haricots, patates, palmier à huile, orangers, riz africain, etc. ont fait partie des plantes semées, récoltées, consommées et vendues par les Fon.

## Postérité
Sa figure apparaît dans la bande dessinée historique Les Passagers du vent. 
Le traditionniste béninois Bachalou Nondichao est un descendant du roi Kpengla du Danhomè. Beaucoup de chercheurs béninois et étrangers lui doivent une bonne part de leurs travaux. Parmi ceux-ci, on peut citer Joseph Adrien Djivo, Abiola Félix Iroko, Jérôme Alladayè, Suzanne Preston Blier, Claude-hélène Perrot, François-Xavier Fauvelle-Aymard, Clover Jebsen Afokpa, Arthur Vido, etc.